# Kapohanaupuni
Kapohanaupuni (Kapo-hana-au-puni, Kapohanaʻaupuni) bila je havajska plemkinja te sestra gospe Kapohauole od Mauija.

## Život
Kapohanaupuni je rođena na drevnim Havajima te je njezina sestra bila Kapohauola, ali nije potpuno jasno tko su im bili roditelji. Prema jednom drevnom pojanju, Kapohanaupuni je bila gospa Hila, mjesta na havajskom Velikom otoku, što znači da je vjerojatno da su joj roditelji bili iz Hila. Ipak, druga tradicija kaže da je Kapohanaupuni bila kći velikog poglavice Kahokuohue od Molokaija te sestra-žena Kaulahee I. od Mauija.
Djeca Kapohanaupuni bili su sinovi zvani Kakae i Kakaʻalaneo, koji su obojica bili poglavice Mauija. Kapohanaupunina sestra udala se za Kakaea te je njihov sin bio Kahekili I. Veliki, koji je tako bio i Kapohanaupunin unuk i nećak. Preko svog sina, Kapohanaupuni je bila pretkinja kasnijih vladara Mauija.
| prethodnik Wahaʻakuna | Gospa Mauija | nasljednik Kapohauola |